# Myrcia pulchra
Myrcia pulchra är en myrtenväxtart som först beskrevs av Otto Karl Berg, och fick sitt nu gällande namn av Hjalmar Frederik Christian Kiaerskov. Myrcia pulchra ingår i släktet Myrcia och familjen myrtenväxter. Inga underarter finns listade i Catalogue of Life.